# صلح پرسبورگ (۱۸۰۵)
صلح پرسبورگ یا پیمان پرسبورگ قرار داد صلحی بود که در ۲۶ دسامبر ۱۸۰۵ بین فرانسه و اتریش منعقد گردید که طبق آن دولت اتریش ایالات ایستری و دالماسی و ونیز را به علاوهٔ ایالات سواب و تیرول را به فرانسه داد و عملاً سه میلیون نفر از مردم اتریش از دست رفت. ناپلئون ایالات دالماسی و ایستری و ونیز را به پادشاهی ایتالیا که کاملاً زیر سلطهٔ فرانسه بود داد. و ایالات سواب و تیرول را بین متحدان آلمانی خویش یعنی پادشاه باواریا و پادشاه ووتمبورگ تقسیم کرد. علاوه بر این امپراتور اتریش از لقب امپراتور مقدس روم صرف نظر کرد. این معاهده یک فاجعهٔ بزرگ برای امپراتوری اتریش بود و باعث شد امپراتوری فرانسه به یک ابرقدرت در اروپا تبدیل گردد.

## منبع
1. ↑  "Peace of Pressburg (1805)". Wikipedia (به انگلیسی). 2021-01-05.